# Srpsko vojvodstvo i Tamiški banat
Srpsko vojvodstvo i Tamiški banat, pokrajina (vojvodina) Austrijskoga Carstva koja je postojala od 1849. do 1860. godine.
Bila je zasebna krunska zemlja nazvana prema dvjema bivšim pokrajinama Srpskoj Vojvodini i Tamiškom Banatu. Vojvodstvo je formirano studena 1849. odlukom Austrijskog cara nakon revolucija 1848/1849. Njezino bivše područje danas je razdijeljeno među Srbijom, Rumunjskom i Mađarskom. Ova je teritorijalna jedinica dala svoje ime srpskoj Autonomnoj pokrajini Vojvodini.

## Stanovništvo
Po popisu stanovništva 1850/51 etnički sastav vojvodstva je bio sljedeći:
- Rumunji = 347,459
- Nijemci = 335,080
- Srbi = 321,110 (*)
- Mađari = 221,845
- Bunjevci i Šokci = 62,936 (*)
- Rusini = 39,914
- Slovaci = 25,607
- Bugari = 22,780
- Židovi = 15,507
- Romi = 11,440
- Česi = 7,530
- Hrvati = 2,860 (*)
- Grci i Cincari = 2,820

## Vanjske poveznice
- (srp.) Milan Micić, Tibor Pal, Kalman Kuntić: Koliko se poznajemo? : brošura,  Arhivirana inačica izvorne stranice od 24. svibnja 2011. (Wayback Machine) Projekt Afirmacija multikulturalizma i tolerancije, Izvršno vijeće Autonomne Pokrajine Vojvodine, Novi Sad, 2005., (COBISS.SR) (2007., (COBISS.SR); 2008., (COBISS.SR)); Napomena: Stranicu uprava.vojvodina.gov.rs održava Uprava za zajedničke poslove pokrajinskih organa Vlade Autonomne Pokrajine Vojvodine, pristupljeno 17. srpnja 2011. (dio: Bachovo doba - Vojvodstvo Srbija i Tamiški Banat) (srp.)
- zemljovid 1  Arhivirana inačica izvorne stranice od 18. rujna 2012. (Wayback Machine)
- zemljovid 2  Arhivirana inačica izvorne stranice od 8. ožujka 2022. (Wayback Machine)
- zemljovid 3  Arhivirana inačica izvorne stranice od 16. svibnja 2011. (Wayback Machine)
- zemljovid 4  Arhivirana inačica izvorne stranice od 15. svibnja 2011. (Wayback Machine)
- [1]Sima M. Ćirković, Srbi među evropskim narodima, Beograd, 2004.